# 长征 (政治人物)

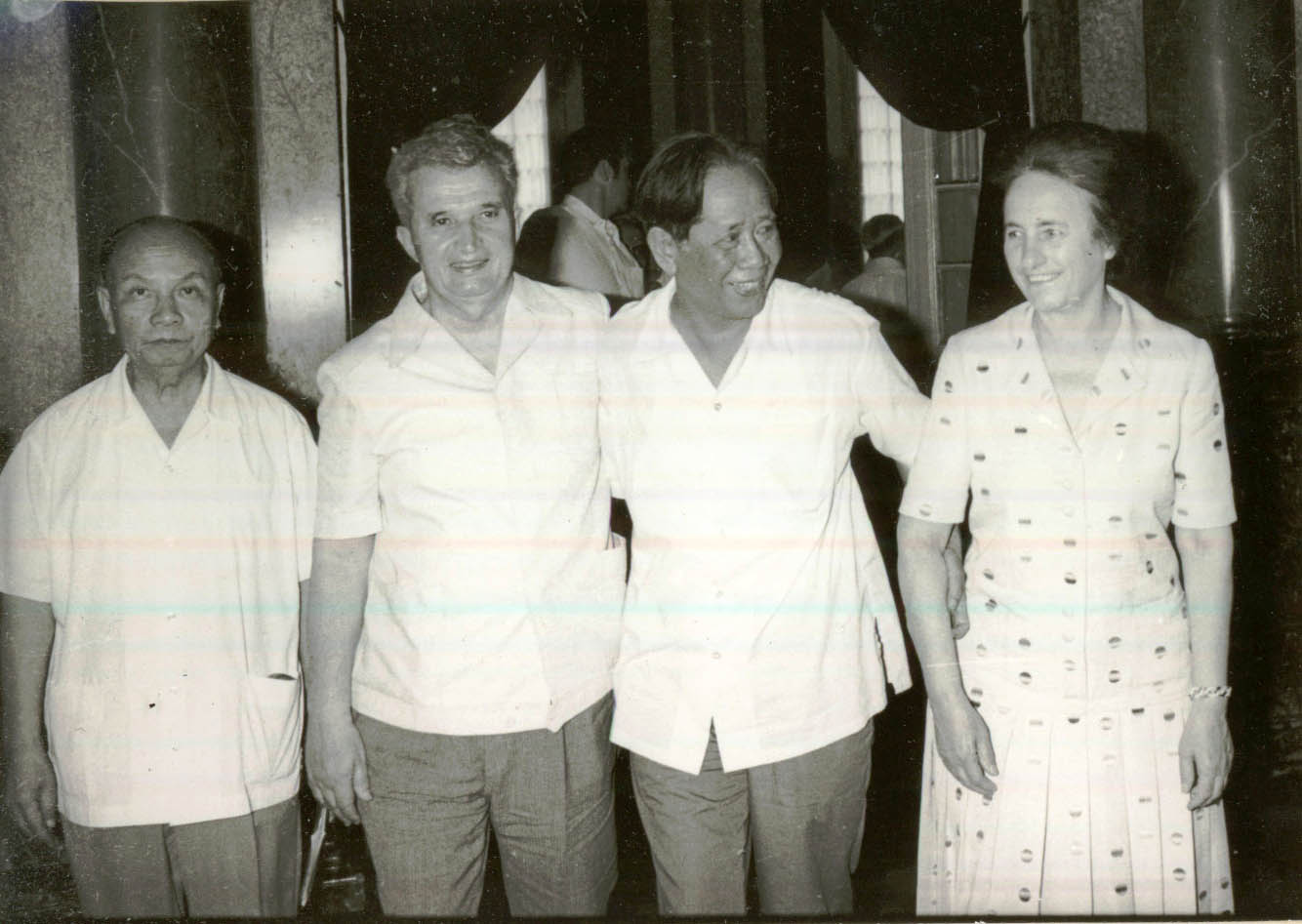
长征和黎笋与齐奥塞斯库夫妇合影（1978年）

长征（發音：[ʈɨ̂əŋ ciŋ̟]；1907年2月9日—1988年9月30日）是越南政治人物，生于今南定省春长县春鴻社行善村，越南共产党、越南民主共和国和越南社会主义共和国的主要缔造者和领导人之一。曾任越共中央总书记和国务委员会主席。原名邓春区，因仰慕中国共产党领导的红军长征，因而改名为「长征」。

## 生平

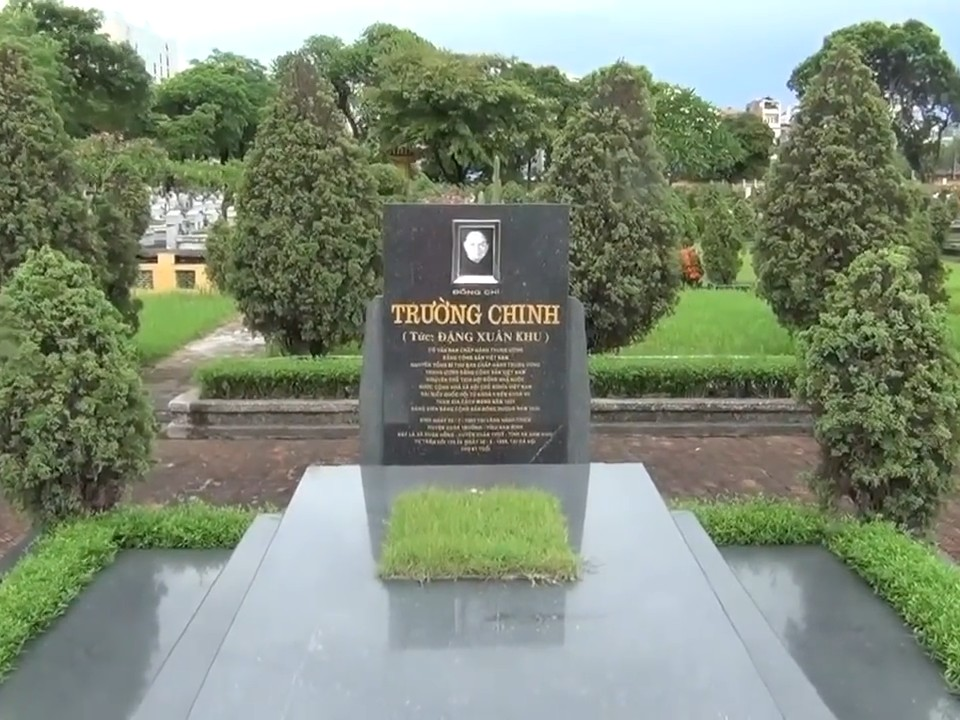
长征於河內梅驛公墓的墓地

1925年在校读书期间参加要求法帝国大赦潘佩珠的斗争。
1926年，领导南定省罢课活动，为潘佩珠进行追悼会，其后被迫辍学。
1927年，参加越南青年革命同志会。
1929年：参加在北圻成立印度支那共产党的运动。
1930年，被选入印度支那共产党中央宣传委员会。
1930年底，被法国人逮捕，被判处有期徒刑十二年，被押送至山罗省。
1936年获释。
1936年至1939年，担任北圻区区委委员、北圻民主阵线委员会的印度支那共产党代表。
1940年，担任北圻区委《解放》报主编。在第七次中央委员会会议上，被选入中央委员会，并任代总书记。
1941年当选为印度支那共产党第一书记。1951年任越南劳动党中央第一书记。
长征是越共亲华派人物，1956年因在土改中的極左派政策，被以黎笋为首的南方派（以后发展为亲苏派）免去第一书记的职务。1958年任政府副总理和国家科学委员会主任。1976年任国会常务委员会主席、新宪法起草委员会主席。1981年担任国家主席（国家元首）。
1986年黎笋去世后出任越共中央总书记，并且很快就开始改变黎笋的路线，出任总书记不足半年，就讓另一亲华派大将阮文灵接替越共一把手地位，使越南逐渐摆脱苏联控制，走上革新开放之路，同時改善因1979年中越戰爭而中斷的中越關係。

## 著作
长征是作家、诗人和理论家。著有《抗战一定胜利》、《论八月革命》、《论越南革命》等。

## 荣誉
- 越南:
  -  金星勳章
- 捷克斯洛伐克:
  -  克莱门特·哥特瓦尔德勋章（1987年2月20日）[2]
- 苏联:
  -  列宁勋章（1982年1月22日）
  -  十月革命勋章 (1987年6月2日)
- 乌克兰:
  -  基辅荣誉市民[3]